# ЈКП Naissus
Јавно комунално предузеће Naissus (ЈКП Naissus), једно је од највећих предузећа из Ниша. Бави се водоснабдевањем и каналисањем отпадних вода на територији града Ниша. ЈКП Naissus снабдева водом и Бабушницу, те насеља дуж магистралног цевовода Љуберађа - Ниш. Оснивач предузећа је град Ниш.

## Историјат
- У 2. веку нове ере Наис је снабдеван водом из оближње Каменичке реке, на чијем је изворишту (Девојачко ждрело) била урађена каптажа. Одатле до града (око 8 км) водио је акведукт, саграђен у облику масивног зида (дебљине око 1,65 м), кроз чију су унутрашњост биле спроведене керамичке цеви.
- У Нишу је Мехмед-бег око 1455. године изградио хамам, купатило за муслимане неопходну грађевину, јер је купање било саставни део верског живота.
- Крајем 16. века саградио је нишки добротвор Хајдар - чехајина чесму.
- Међу познатијим чесмама у Нишу, Евлија Челебија помиње Јусуф-бегову чесму. Турци су градили чесме и шедрване (водоскоке), као једина споменичка знамења града.
- Српске трупе, које су ослободиле Ниш 1878. године наишле су на доста бедно стање. Град је био без здраве пијаће воде. Вода за потребе становништва углавном је добијана из бунара који су били плитки, примитивно грађени и непокривени.
- У Нишу је 1909. било евидентирано 1711 бунара, од којих су 872 била загађена, док је из свега 839 била дозвољена употреба воде за пиће.
- Године 1889. Петар Илић вршио је пробна бушења недалеко од Железничке радионице у циљу откривања воде за пиће.
- Године 1907. у Нишу је постојао само један мали водовод (каптажа), којим су снабдеване градске чесме.
- 1883. Ниш је добио и први јавни споменик-монументалну чесму краљице Наталије, која није сачувана, а налазила се на данашњем Тргу Павла Стојковића.
- 1903. подигнута је, на данашњем Тргу ослобођења, репрезентативна чесма, једини јавни архитектонско-скулптурални споменик у централном делу града у периоду до почетка Првог светског рата.
- Чесма је 1935. пренета у парк Чаир, на којој је 1977. Завод за заштиту споменика културе из Ниша извео конзерваторске радове.
- 1937. године Ниш је добио водовод. Изградњом градског водовода на садашњој локацији Медиана, почело је савремено снабдевање Ниша квалитетном водом за пиће.
- Од 1943. до 1948. ископано је још 11 цевастих бунара, али се тиме није решио проблем снабдевања водом, пошто се после рата нагло повећао број становника Ниша.
- Тек 1950. одлучено је да се студенско врело искористи и до 1960. су била интензивна истраживања овог врела.
- 1958. према опису Ј. Петровића Големо врело чине дванаест извора.
- 1958. пројектну документацију је урадио Хидропројект из Београда, пројектант инжењер Александар Бутаков.
- Завршетком изградње, 1962. Ниш је добио из Студене нових 300 л/с воде.
- 1979. приступило се хитном-прелазном решењу реализацији водоводног система Љуберађа - Ниш, који има регионални значај.
- 1980. Институт за водопривреду Јарослав Черни из Београда је извршио истражне радова и израдио идејне пројекте.
- 1981/82. Енергопројект из Београда је израдио главне пројекте.
- Од 1982. до 1984. и коначно 1988. је изграђен водоводни систем „Љуберађа - Ниш“, тако да је Ниш из више карстних врела добио 800-1450 л/с воде.

## Делатност

### Водоснабдевање
Град Ниш се снабдева преко три одвојена, а функционално зависна система:
Водоводни систем Медиана, извориште подземне воде прихрањивано претходно пречишћеном водом из водотока Нишаве, капацитета до 600 литара у секунди. Путем две пумпне станице, вода се уводи у дистрибутивну мрежу.
Водоводни систем Студена - карстни природни извор и цевовод са објектима, капацитета до 340 литара у секунди. Доводни цевовод из Горње студене пролази и снабдева Јелашницу и Нишку Бању, одакле долази на резервоар на брду изнад Ниша - Делијски Вис. Надаље, вода природним падом улази у дистрибутивну мрежу и долази до потрошача.
Водоводни систем Љуберађа - Ниш, низ карстних природних извора (Љуберађа, Дивљана, Мокра, Крупац) и доводни цевовод са објектима капацитета до 1450 литара у секунди. Доводни цевовод полази са удаљености 70 км од Ниша из Љуберађе, пролази кроз Бабушницу, на њега се затим укључују редом Дивљана, Мокра па Крупац. Цевовод затим пролази коритом Нишаве кроз Сићевачку клисуру и допрема воду у резервоар капацитета 6000 кубика на брду изнад Ниша - Виник. Одатле вода природним падом улази у дистрибутивну мрежу и долази до потрошача.
Наведени системи, са извориштима и припадајућим доводним цевоводима, као и дистрибутивном и разводном мрежом, пумпним станицама и резервоарима, чини Нишки водоводни систем (НИВОС). Њиме се снабдева око 350.000 људи и индустрија, количином од око 35.000.000 кубика годишње. Укупна дужина дистрибутивне мреже је око 1.300 км, а потрошачи се снабдевају кроз 50.000 прикључака.
Дистрибутивну мрежу на територији града одржава 12 екипа одржавања водоводне мреже. Екипе су подењене по рејонима и оспособљене за хитне интервенције.

### Каналисање
Канализациони систем града Ниша (НИКАС) је глобално по типу комбинован. У ужем градском језгру су уграђени колектори мешовитог типа, док је у појединим новоизграђеним деловима града изграђен сепаратни тип канализације, тј одвојена је атмосферска од фекалне воде. Укупна дужина НИКАС мреже је око 850 км.
ЈКП Naissus располаже моћном механизацијом за одржавање канализационе мреже, која је способна да одговори највећим изазовима на терену.

### Пројектовање
Захваљујући доброј унутрашњој организацији, ЈКП Naissus је у стању да решава веома компликоване проблеме у области водоснабдевања, као и да испоштује постављене рокове. Пажња се обраћа на све, почев од техничке обраде до проналажења најбољег решења. Огромно искуство стоји иза пројектаната ЈКП Naissus, а оно се мери са преко 800 км пројектоване мреже на територији града Ниша.

### Контрола воде
Добро технички опремљена, са вишедеценијским искуством у области питких и отпадних вода, лабораторија ЈКП Naissus представља веома важан сегмент у контроли квалитета питке воде. У сладу са постојећим тенденцијама, лабораторија је у поступку акредитације у складу са захтевима стандарда ISO/IEC 17025:2006.

## Нишка вода
Ниш је богат водним ресурсима. Нишка пијаћа вода спада у ред најквалитетнијих вода у Србији. Доказ за то су веома добре физичко - хемијске особине, те одсуство икаквог микробиолошког присуства. О томе сведоче резултати преко 86.000 годишње физичко - хемијских, микробиолошких и радиолошких анализа, које се раде у лабораторији ЈКП Naissus, Институтима за јавно здравље у Нишу и Београду, те у Институту за биолошка истраживања Синиша Станковић у Београду.
Сва изворишта осим изворишта „Медиана“ су карстног типа, са сливним подручјима која су или оскудно, или нису уопште насељена. „Медиана“ је извориште инфилтрационог типа, код кога се претходно третираном водом пореклом из реке Нишаве наливају подземни водоносни слојеви. Подручје је површине 300 хектара, а наливање се остварује путем девет инфилтрационих језера чија су дна у равни са водоносним слојевима. Касније се путем бунара повезаних натегама експлоатише питка вода врхунског квалитета.
Хлор (0,45 mg/l) се не додаје нишкој води да би јој поправљао квалитет, јер за тим нема потребе. Смисао хлорисања нишке воде је превентива, а циљ је одржавање беспрекорног квалитета градске дистрибутивне мреже, објеката водоснабдевања, те довода до градских и осталих насеља која су на дистрибутивној мрежи ЈКП Naissus.